# Taiwanbulbyl
Taiwanbulbyl (Pycnonotus taivanus) är en fågel i familjen bulbyler inom ordningen tättingar.

## Utseende
Taiwanbulbylen är en 18 centimeter lång grågrön bulbyl. Den har svart hjässa och mustaschstreck, gråvita örontäckare och buk samt mörkare grått bröst. Ryggen är gröngrå och övergumpen grön. Täckarna på ovansidan av vingen, handpennorna och stjärten är brett gulkantade grå. Liknande kinesisk bulbyl har vitt streck genom ögat till nacken, svarta kinder och svarta örontäckare med en vit fläck.

## Utbredning och systematik
Taiwanbulbylen förekommer i låglänta skogar längs kusten på östra och södra Taiwan. Den behandlas normalt som monotypisk, men vissa auktoriteter för även två av den kinesiska bulbylens underarter orii och formosae istället till taiwanbulbylen.

## Levnadssätt
Taiwanbulbylen förekommer i en rad  olika miljöer, inklusive jordbruksområden, trädgårdar, ungskog och buskmarker. Den häckar från mars till juli och bildar under höst och vinter stora flockar. Fågeln lever av frukt, insekter och blommor.

## Status och hot
Taiwanbulbylen har en liten population på endast 10.000-20.000 vuxna individer. Den minskar dessutom kraftigt i antal till följd av hybridisering med arten kinesisk bulbyl, som sprider sig på taiwanbulbylens bekostnad när skogsområden utarmas till förmån för urbanisering och tillgänglig jordbruksmark. Situationen har förvärrats av ceremoniella massutsläpp av kinesisk bulbyl i det fria. Internationella naturvårdsunionen IUCN kategoriserar därför arten som sårbar och varnar för risken att inga genetiskt rena individer kan finnas kvar om 20 år. I delar av Taiwan, i Ilan, har den redan dött ut och ersatts helt av kinesisk bulbyl.